# Crematogaster coelestis
Crematogaster coelestis är en myrart som beskrevs av Santschi 1911. Crematogaster coelestis ingår i släktet Crematogaster och familjen myror.

## Underarter
Arten delas in i följande underarter:
- C. c. coelestis
- C. c. mercatori